# 凱勒半島
62°5′S 58°26′W / 62.083°S 58.433°W
凱勒半島（Keller Peninsula），是南極洲的半島，位於南設得蘭群島的喬治王島，分隔麥凱勒灣和馬特爾灣之間，由讓-巴蒂斯特·夏古率領的法國探險隊命名，現時由南極條約體系管理。